# Хосе Ернандес
Хосе Морено Ернандес (на английски: José Moreno Hernández) e американски инженер и астронавт на НАСА, участник в един космически полет.

## Образование
Хосе Ернандес колежа Franklin High School в Стоктън, Калифорния през 1980 г. През 1986 г. завършва частния Тихоокеански университет в Стоктън, Калифорния с бакалавърска степен по електроинженерство. През 1986 г. става магистър по същата специалност в Калифорнийския университет, Санта Барбара.

## Служба в НАСА
Хосе Ернандес започва работа в Космическия център Линдън Джонсън, Хюстън, Тексас през 2001 г. Избран е за астронавт от НАСА на 6 май 2004 г., Астронавтска група №19. През февруари 2006 г. завършва общия курс на подготовка. Взема участие в един космически полет. Пенсионира се на 16 януари 2011 г.

## Полет
Хосе Ернандес лети в космоса като член на екипажа на една мисия:
| Космически полет на Хосе Морено Ернандес                         | Космически полет на Хосе Морено Ернандес | Космически полет на Хосе Морено Ернандес | Космически полет на Хосе Морено Ернандес | Космически полет на Хосе Морено Ернандес | Космически полет на Хосе Морено Ернандес | Космически полет на Хосе Морено Ернандес |
| №                                                                | Дата                                     | КК                                       | Емблема на мисията                       | Функции                                  | Продължителност                          |                                          |
| ---------------------------------------------------------------- | ---------------------------------------- | ---------------------------------------- | ---------------------------------------- | ---------------------------------------- | ---------------------------------------- | ---------------------------------------- |
| 1                                                                | 16 ноември 2009                          | „Дискавъри“, мисия STS-128               |                                          | Специалист на мисията                    | 13 денонощия 20 часа 54 минути 55 сек.   |                                          |
| Сумарно време в космоса – 13 денонощия 20 часа 54 минути 55 сек. |                                          |                                          |                                          |                                          |                                          |                                          |